# Edificio Libertad (Buenos Aires)
El Edificio Libertad es la sede del Estado Mayor General de la Armada y del Comando Conjunto Marítimo del Estado Mayor Conjunto. Se encuentra en Avenida Comodoro Py 2055, en el área del Puerto Nuevo que pertenece al barrio de Retiro, en la ciudad de Buenos Aires, Argentina.

## Historia
El edificio fue proyectado como Hospital Naval Central por el arquitecto capitán de fragata Jorge Servetti Reeves, y la piedra fundamental fue colocada en un acto el 3 de noviembre de 1947, no se avanzó hasta 1951, considerándose que la capacidad proyectada era excesiva. Una serie de proyectos posteriores no se concluyeron, por ejemplo en 1958, su transformación en un hotel de nivel internacional que falló por la falta de interés de empresas hoteleras. Entonces se lo redestinó para alojar a la entonces Secretaría de Marina.
Las obras estuvieron a cargo de la constructora Falcone SACIFIA, y fueron dirigidas por la Dirección de Instalaciones Fijas Navales. Avanzaron lentamente, de forma que la primera etapa del edificio se habilitó en 1964; y al año siguiente se entregaron la Capilla Stella Maris y el sector del vicariato castrense. Finalmente, fue inaugurado con un acto el 17 de mayo (Día de la Armada Argentina) de 1970, como sede del Estado Mayor General de la Armada. Hasta ese momento la Armada ocupaba provisoriamente el Edificio Guardacostas, construido para la Prefectura Naval Argentina. La Municipalidad de Buenos Aires cedió ese mismo año un terreno junto al Parque Centenario para la construcción definitiva del Hospital Naval, inaugurado en 1981.

## Descripción

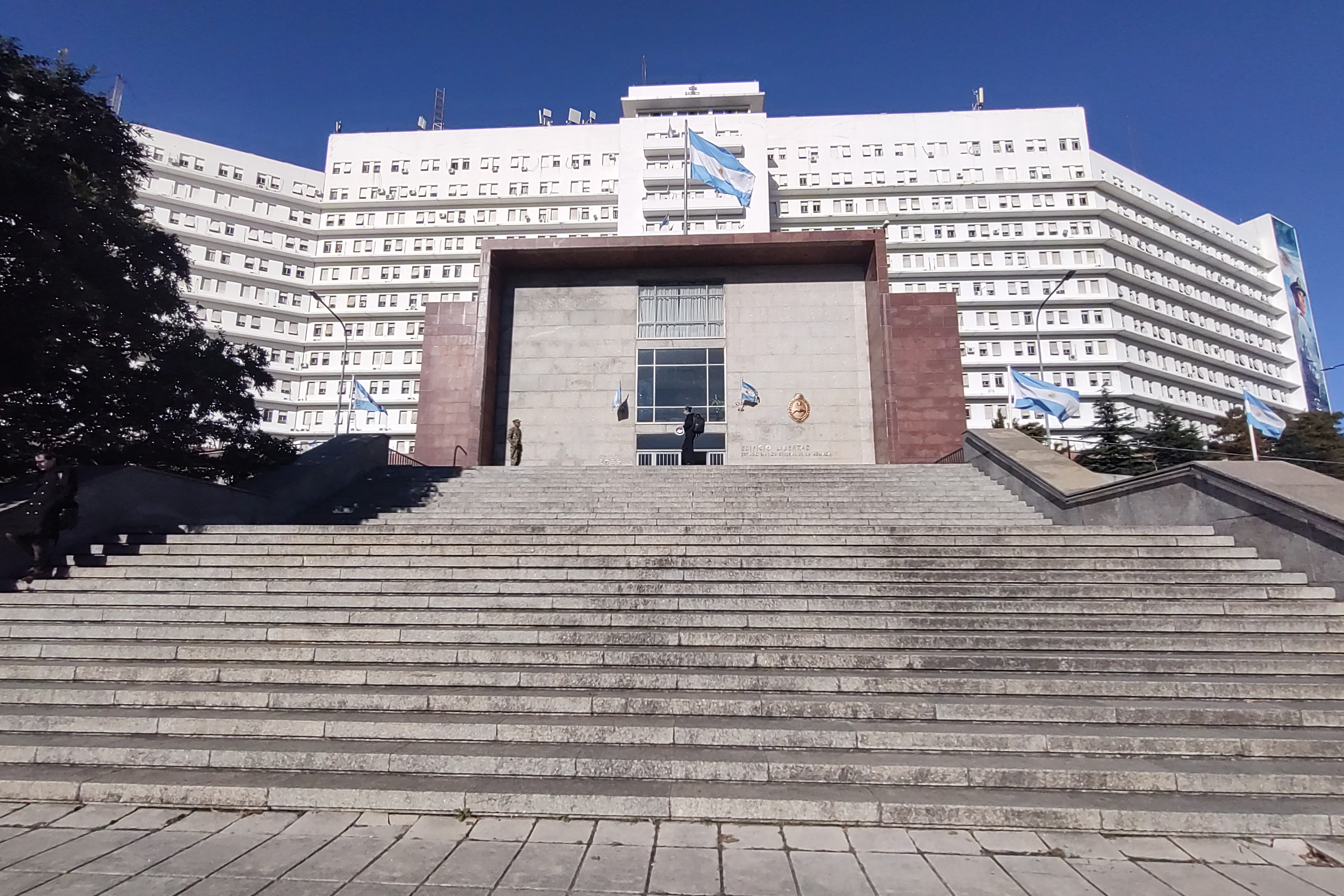

El edificio proyectado por Servetti Reeves consiste en una planta con forma de letra te con las alas quebradas. Tiene planta baja y quince pisos de altura, aunque el cuerpo central que aloja los ascensores llega al dieciséis. Además, hay dos cuerpos ubicados a ambos lados del eje principal, de menor altura: uno fue destinado a cocina, dependencias e imprenta; el otro a sala de máquinas y talleres de mantenimiento. En total son 75 781 m² de superficie cubierta.
Está decorado por dos piezas murales en bajorrelieve, realizadas por el artista Roberto J. Capurro en piedra reconstituida: Gesta heróica y Epopeya del mar. Al hall de honor -ubicado en el primer piso- se accede por una rampa y escalera.
El piso 15 fue destinado a las oficinas del Servicio Meteorológico de la Armada, el 14 a las salas de acuerdos de almirantes y oficinas de la Secretaría General, el 13 a las dependencias del Comandante en Jefe de la Armada, el 12 al Servicio de Comunicaciones Navales, los pisos 9 y 10 al Departamento de Recursos Humanos y sus distintas dependencias. El microcine se encuentra en el piso 10 y la biblioteca se instaló en la planta baja.